# 고야마 진
고야마 진(1970년 8월 28일 ~ )은 前 KBO 리그 kt 위즈의 트레이닝 코치이다.

## 출신 학교
- 템플대학교